# Nāma
Nāma è, nelle lingue indiane del sanscrito e pāli, un termine che vuol dire letteralmente nome, ma che sottende in realtà il concetto di mente, o più in generale definisce il costituente non fisico (rūpa) della persona, in varie dottrine indiane, come ad esempio nel buddismo (vedasi in proposito la trattazione del concetto di "mente-e-corpo", nāma-rūpa).